# Salitra radwini
Salitra radwini is een slakkensoort uit de familie van de Columbellidae. De wetenschappelijke naam van de soort is voor het eerst geldig gepubliceerd in 1973 door Marincovich.